# Jiří Stránský

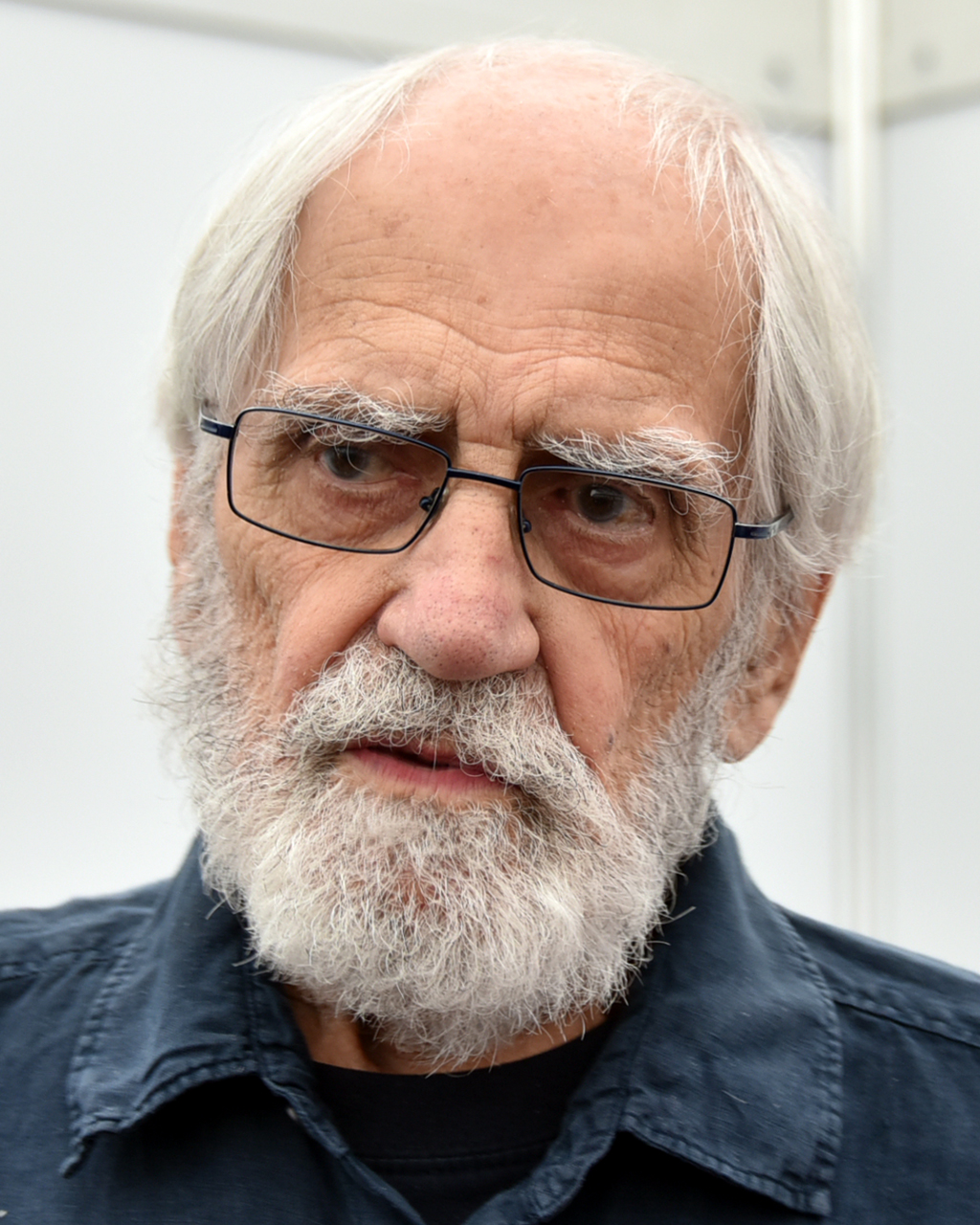
Jiří Stránský (Mai 2019)

Jiří Stránský (* 12. August 1931 in Prag; † 29. Mai 2019) war ein tschechischer Schriftsteller, Drehbuchautor, Dramatiker und Übersetzer.

## Leben
Stránský entstammte einer wohlhabenden Familie mit aristokratischen Vorfahren. Nach dem Abitur im Jahr 1950 trat er eine Stelle in einer Druckerei an. 1953 wurde er inhaftiert und wegen angeblichem Landesverrat vom kommunistischen Regime zu acht Jahren Haft verurteilt. Er durchlief einige Arbeitslager, bevor er 1960 amnestiert wurde. Während der Haft schrieb er für seine Tochter Märchen und anschließend auch Gedichte und Romane, die er veröffentlichen konnte.
Nach seiner Entlassung arbeitete er als Bauarbeiter und an einer Tankstelle. In dieser Zeit assistierte Stránský im Filmstudio Barrandov. 1974 wurde er wiederum zu dreieinhalb Jahren Gefängnis verurteilt und nach 18 Monaten entlassen. Er trat wieder eine Stelle als Techniker bei der Mineralölfirma Benzina an und arbeitete weiter extern in der Filmbranche.
Nach 1989 publizierte er in der Literaturzeitschrift Literární noviny, in Blätter (Listy) und in der Volkszeitung (Lidové noviny). 1990 wurde er hauptberuflich Schriftsteller. Im selben Jahr nahm er das Angebot an, Leiter der Auslandsabteilung des Tschechischen Literaturfonds (Český literární fond) zu werden. 1992 wurde Stránský zum Präsidenten der tschechischen Sektion des PEN-Clubs gewählt. Von 1995 bis 1998 war er Vorsitzender des Rats der Nationalbibliothek (Rada Národní knihovny).
Für seine literarischen Werke erhielt Stránský zahlreiche nationalen Auszeichnungen, im Jahr 2015 war er der erste Preisträger der neuen Auszeichnung Ritter der tschechischen Kultur.

## Werke
Mehrere seiner Werke wurden verfilmt, darunter Bumerang, der 1998 beim Filmfest München aufgeführt wurde.